# Tushingham-cum-Grindley, Macefen and Bradley
Tushingham-cum-Grindley, Macefen and Bradley är en civil parish i Cheshire West and Chester i Cheshire i England. Det inkluderar Barhill, Bell o'th'Hill, Grindley och Tushingham-cum-Grindley.